# قرناء بوهمي
قرناء بوهمي (الاسم العلمي: Cerastes boehmei) هي نوع من الثعابين ومن فصيلة الأفعويات.

## منطقة التواجد
هذا النوع متوطن في تونس، وتوجد أساسا حول مدينة بني خداش في ولاية تطاوين.

## الوصف
يبلغ طول الأنثى 218.5 مم (أي 21.8 سم أو 0.21 م) منها 25.5 مم للذيل.

## التسمية
سمي هذا النوع تكريما لفولفغانغ بوهمه.

## المنشور الأصلي
- فاغنر، ويلمز (2010): A crowned devil: new species of Cerastes Laurenti, 1768 (Ophidia, Viperidae) from Tunisia, with two nomenclatural comments، نشرة بون الحيوانية، المجلد 57، العدد 2، الصفحات 297-306 (النص الكامل نسخة محفوظة 5 مايو 2012 على موقع واي باك مشين.).

## روابط خارجية
- مصدر Reptarium و Reptile Database: أنظر Cerastes boehmei Wagner & Wilms, 2010.